# Bryan Clauson

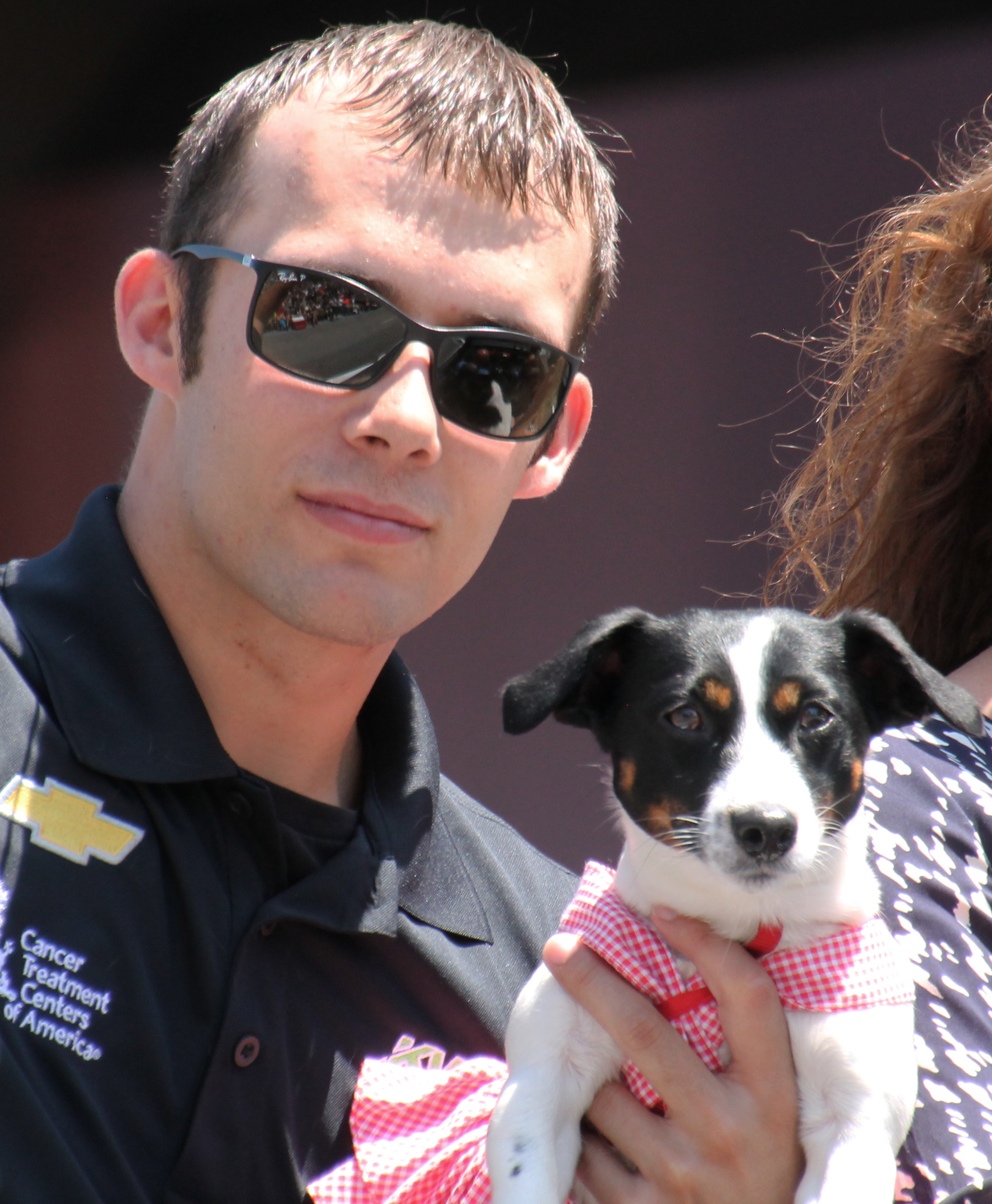
Bryan Clauson (2015)

Bryan Clauson (* 15. Juni 1989 in Carmichael, Kalifornien; † 7. August 2016 in Lincoln, Nebraska) war ein US-amerikanischer Automobilrennfahrer. Er gewann 2010, 2011 und 2012 die USAC National Drivers Championship.

## Karriere

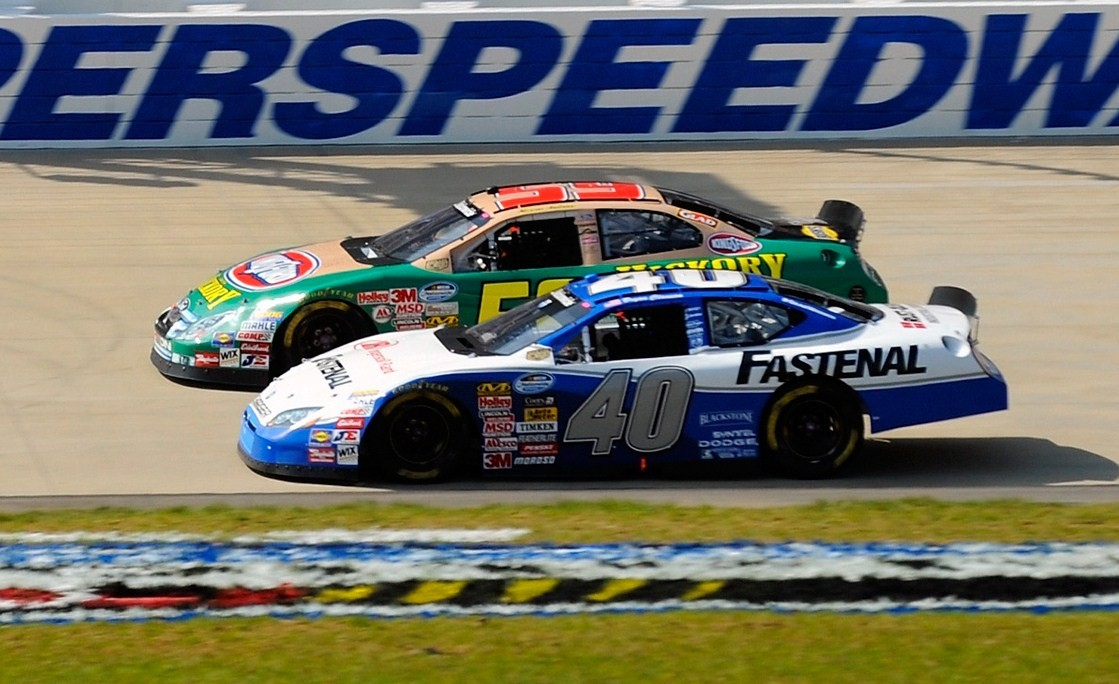
Clauson (#40) in der NASCAR Nationwide Series 2008

Clauson begann seine Motorsportkarriere 2004 im Midget/Sprint-Car-Rennsport. 2007 wechselte er zunächst in den Tourenwagensport und trat zu sechs Rennen in der ARCA Racing Series an. Er gewann ein Rennen und beendete die Saison auf dem 32. Gesamtrang. Außerdem gab er 2007 sein Debüt in der NASCAR Busch Series. Für Chip Ganassi Racing trat er in einem Dodge zu fünf Rennen an und wurde 76. in der Fahrerwertung. 2008 blieb er bei Chip Ganassi Racing in der inzwischen in Nationwide Series umbenannten Meisterschaft. Er absolvierte 21 Rennen und startete einmal von der Pole-Position. Mit einem fünften Platz als bestes Resultat belegte er am Saisonende den 27. Gesamtrang. Außerdem nahm Clauson 2008 erneut an Midget/Sprint-Car-Rennen teil. 2009 und 2010 trat er nur zu diesen Rennen an. Dabei gewann er 2010 den Meistertitel der USAC National Drivers Championship.
Als Prämie für seinen Titelgewinn erhielt Clauson 300.000 US-Dollar Unterstützung, um in der Saison 2011 in der Indy Lights an den Ovalrennen teilzunehmen. Bei seinem Formelsportdebüt startete er für Sam Schmidt Motorsports. Er beendete seine erste Saison mit einem dritten Platz als bestes Resultat auf dem zwölften Rang. Darüber hinaus trat Clauson weiterhin zu Midget/Sprint-Car-Rennen an und verteidigte die USAC National Drivers Championship.
2012 nahm Clauson zunächst für Sarah Fisher Hartman Racing an Testfahrten der IndyCar Series teil. Seine USAC-Titelprämie aus der Vorsaison setzte er in diesem Jahr für einen Start beim Indianapolis 500 ein. Im Rennen schied er früh aus. Anschließend erhielt er bei Fan Force United die Möglichkeit, an zwei Rennen der Indy Lights teilzunehmen. Er beendete beide auf dem zehnten Platz. Außerdem nahm er weiterhin an Midget/Sprint-Car-Rennen teil. Er wurde 2012 zum dritten Mal Gesamtsieger der USAC National Drivers Championship.
Von 2013 bis 2016 startete Clauson zu diversen Midget/Sprint-Car-Rennen. 2015 kehrte er zudem in die IndyCar Series zurück und erhielt für das Indianapolis 500 ein Cockpit bei Jonathan Byrd’s Racing.
2016 plante Clauson bei insgesamt 200 Automobilrennen an den Start zu gehen. Primär bei Midget/Sprint-Car-Rennen, aber auch beim Indianapolis 500. Für das IndyCar-Rennen erhielt er abermals ein Cockpit bei Jonathan Byrd’s Racing. Der Einsatz wurde in Kooperation mit Dale Coyne Racing durchgeführt. Clauson übernahm bei dem Rennen zwischenzeitlich die Führung und kam auf dem 23. Platz ins Ziel. Am 6. August verunglückte Clauson schwer bei einem Midget-Car-Rennen, seinem 116. Automobilrennen in diesem Jahr, auf dem Belleville High Banks Speedway in Belleville, Kansas. Er starb am folgenden Tag im Alter von 27 Jahren an den beim Unfall erlittenen Verletzungen.

## Sonstiges
Zur Erinnerung an Clauson fuhr Dale-Coyne-Stammpilot Conor Daly nach dessen Tod bei einem IndyCar-Rennen mit dessen Startnummer 88.

## Statistik

### Karrierestationen
| - 2004–2006: Sprint Car - 2007: ARCA Racing Series (Platz 32) - 2007: NASCAR Busch Series (Platz 76) - 2008: NASCAR Nationwide Series (Platz 27) | - 2008–2016: Sprint Car - 2011: Indy Lights (Platz 12) - 2012: IndyCar Series (Platz 33) - 2012: Indy Lights (Platz 18) | - 2015: IndyCar Series (Platz 39) - 2016: IndyCar Series (Platz 33) |

### Einzelergebnisse in der IndyCar Series
| Jahr | Team                              | 1   | 2   | 3    | 4     | 5    | 6    | 7   | 8   | 9   | 10  | 11  | 12  | 13  | 14  | 15  | 16  | Punkte | Rang |
| ---- | --------------------------------- | --- | --- | ---- | ----- | ---- | ---- | --- | --- | --- | --- | --- | --- | --- | --- | --- | --- | ------ | ---- |
| 2012 | Sarah Fisher Hartman Racing       | STP | ALA | LBH  | SAO   | INDY | DET  | TXS | MIL | IOW | TOR | EDM | MDO | SNM | BAL | FON |     | 13     | 33.  |
| 2012 | Sarah Fisher Hartman Racing       |     |     | 3031 |       |      |      |     |     |     |     |     |     |     |     |     |     | 13     | 33.  |
| 2015 | KVSH/Jonathan Byrd’s Racing       | STP | NOL | LBH  | ALA   | IMS  | INDY | DET | DET | TXS | TOR | FON | MIL | IOW | MDO | POC | SNM | 10     | 39.  |
| 2015 | KVSH/Jonathan Byrd’s Racing       |     |     |      | 31    |      |      |     |     |     |     |     |     |     |     |     |     | 10     | 39.  |
| 2016 | Dale Coyne/Jonathan Byrd’s Racing | STP | PHO | LBH  | ALA   | IMS  | INDY | DET | DET | ROA | IOW | TOR | MDO | POC | TXS | WGL | SNM | 21     | 33.  |
| 2016 | Dale Coyne/Jonathan Byrd’s Racing |     |     |      | 23°28 |      |      |     |     |     |     |     |     |     |     |     |     | 21     | 33.  |